# Thelotrema samaranum
Thelotrema samaranum är en lavart som beskrevs av Vain. 1921. Thelotrema samaranum ingår i släktet Thelotrema och familjen Thelotremataceae.   Inga underarter finns listade i Catalogue of Life.